# Рейхпротектор
Рейхспротектор (нім. Reichsprotektor) — найвища урядова посада в протектораті Богемії та Моравії під владою нацистської Німеччини. Штаб-квартира розташовувалась у Празькому Граді. Призначалися особисто фюрером А. Гітлером із 1939 по 1945 роки.
Список німецьких рейхспротекторів
- Йоханнес фон Бласковіц: 15 березня 1939 — 21 березня 1939 — командувач 3-ї армії, введеної в Богемію при окупації Чехословаччини.
- Костянтин фон Нейрат: 21 березня 1939 — 24 серпня 1943 (з 27 вересня 1941 — в безстроковій відпустці).
- Рейнхард Гейдріх: 27 вересня 1941 — 4 червня 1942 (виконувач обов'язків рейхспротектора).
- Курт Далюге: 5 червня 1942 — 24 серпня 1943 (виконувач обов'язків рейхспротектора).
- Вільгельм Фрік: 24 серпня 1943 — 4 травня 1945 року.